# Wereldbeker atletiek 2006
De 10e IAAF wereldbeker atletiek werd gehouden van 16-17 september 2006 in Athene, Griekenland. De wedstrijd wordt gehouden volgens een concept waar landen en continenten tegen elkaar strijden.

## Uitslagen

### 100 m
| Plaats | Land | Deelnemer         | Resultaat |
| ------ | ---- | ----------------- | --------- |
| 1      | USA  | Tyson Gay         | 9,88      |
| 2      | EUR  | Francis Obikwelu  | 10,09     |
| 3      | AME  | Marc Burns        | 10,14     |
| 4      | AFR  | Uchenna Emedolu   | 10,14 SB  |
| 5      | FRA  | Ronald Pognon     | 10,17     |
| 6      | ASI  | Yang Yaozu        | 10,21 PB  |
| 7      | RUS  | Andrej Jepisjin   | 10,27     |
| 8      | OCE  | Patrick Johnson   | 10,28     |
| 9      | GRE  | Anastasios Gousis | 10,34     |

| Plaats | Land | Deelnemer          | Resultaat |
| ------ | ---- | ------------------ | --------- |
| 1      | AME  | Sherone Simpson    | 10,97     |
| 2      | USA  | Torri Edwards      | 11,19     |
| 3      | AFR  | Vida Anim          | 11,21 SB  |
| 4      | EUR  | Kim Gevaert        | 11,24     |
| 5      | RUS  | Joelia Goesjtsjina | 11,39     |
| 6      | GRE  | Yeoryía Koklóni    | 11,40     |
| 7      | ASI  | Guzel Khubbieva    | 11,43 SB  |
| 8      | OCE  | Sally McLellan     | 11,44     |
| 9      | POL  | Daria Onysko       | 11,49     |

### 200 m
| Plaats | Land | Deelnemer         | Resultaat |
| ------ | ---- | ----------------- | --------- |
| 1      | USA  | Wallace Spearmon  | 19,87     |
| 2      | AME  | Usain Bolt        | 19,96     |
| 3      | ASI  | Shingo Suetsugu   | 20,30     |
| 4      | EUR  | Francis Obikwelu  | 20,36     |
| 5      | OCE  | Patrick Johnson   | 20,52     |
| 6      | GRE  | Anastasios Gousis | 20,69     |
| 7      | RUS  | Ivan Teplykh      | 20,94     |
| 8      | AFR  | Stéphane Buckland | 20,96     |
| 9      | FRA  | Manuel Reynaert   | 21,87     |

| Plaats | Land | Deelnemer          | Resultaat |
| ------ | ---- | ------------------ | --------- |
| 1      | USA  | Sanya Richards     | 22,23     |
| 2      | EUR  | Kim Gevaert        | 22,72     |
| 3      | AFR  | Vida Anim          | 22,81 PB  |
| 4      | RUS  | Joelia Goesjtsjina | 22,96     |
| 5      | POL  | Monika Bejnar      | 23,21     |
| 6      | ASI  | Guzel Khubbieva    | 23,34     |
| 7      | AME  | Cydonie Mothersill | 23,50     |
| 8      | GRE  | Hariklia Bouda     | 23,52     |
| 9      | OCE  | Melanie Kleeberg   | 23,86     |

### 400 m
| Plaats | Land | Deelnemer            | Resultaat |
| ------ | ---- | -------------------- | --------- |
| 1      | USA  | LaShawn Merritt      | 44,54     |
| 2      | AFR  | Gary Kikaya          | 44,66     |
| 3      | GRE  | Dimitrios Regas      | 45,11 NR  |
| 4      | AME  | Alleyne Francique    | 45,30     |
| 5      | EUR  | Daniel Dąbrowski     | 45,61     |
| 6      | RUS  | Vladislav Frolov     | 45,76     |
| 7      | FRA  | Marc Raquil          | 46,26     |
| 8      | OCE  | Clinton Hill         | 46,41     |
| 9      | ASI  | Rohan Pradeep Kumara | 47,35     |

| Plaats | Land | Deelnemer          | Resultaat |
| ------ | ---- | ------------------ | --------- |
| 1      | USA  | Sanya Richards     | 48,70 WL  |
| 2      | EUR  | Vanja Stambolova   | 50,09     |
| 3      | AME  | Novlene Williams   | 50,24     |
| 4      | RUS  | Tatyana Veshkurova | 50,50     |
| 5      | GRE  | Faní Chalkiá       | 50,94 SB  |
| 6      | AFR  | Amy Mbacke Thiam   | 51,39     |
| 7      | ASI  | Olga Tereshkova    | 52,57     |
| 8      | POL  | Grazyna Prokopek   | 53,29     |
| 9      | OCE  | Rosemary Hayward   | 54,01     |

### 800 m
| Plaats | Land | Deelnemer              | Resultaat |
| ------ | ---- | ---------------------- | --------- |
| 1      | ASI  | Yusuf Saad Kamel       | 1.44,98   |
| 2      | EUR  | Bram Som               | 1.45,13   |
| 3      | AFR  | Mbulaeni Mulaudzi      | 1.45,14   |
| 4      | AME  | Gary Reed              | 1.45,54   |
| 5      | RUS  | Dmitriy Bogdanov       | 1.46,31   |
| 6      | USA  | Khadevis Robinson      | 1.46,45   |
| 7      | FRA  | Florent Lacasse        | 1.47,30   |
| 8      | OCE  | Jason Stewart          | 1.49,01   |
| 9      | GRE  | Efthimios Papadopoulos | 1.49,45   |

| Plaats | Land | Deelnemer        | Resultaat |
| ------ | ---- | ---------------- | --------- |
| 1      | AME  | Zulia Calatayud  | 2.00,06   |
| 2      | AFR  | Janeth Jepkosgei | 2.00,09   |
| 3      | RUS  | Olga Kotljarova  | 2.00,84   |
| 4      | EUR  | Rebecca Lyne     | 2.00,97   |
| 5      | POL  | Aneta Lemiesz    | 2.01,53   |
| 6      | USA  | Hazel Clark      | 2.01,83   |
| 7      | ASI  | Pinki Parmanik   | 2.03,28   |
| 8      | GRE  | Eleni Filandra   | 2.05,14   |
| 9      | OCE  | Libby Allen      | 2.07,31   |

### 1500 m
| Plaats | Land | Deelnemer                   | Resultaat |
| ------ | ---- | --------------------------- | --------- |
| 1      | AFR  | Alex Kipchirchir            | 3.52,60   |
| 2      | EUR  | Ivan Heshko                 | 3.53,33   |
| 3      | OCE  | Nicholas Willis             | 3.54,76   |
| 4      | USA  | Gabriel Jennings            | 3.55,09   |
| 5      | RUS  | Ramil Aritkulov             | 3.55,11   |
| 6      | AME  | Nathan Brannen              | 3.55,16   |
| 7      | ASI  | Abdulrahman Suleiman        | 3.55,67   |
| 8      | FRA  | Mahiedine Mekhissi-Benabbad | 3.55,89   |
| 9      | GRE  | Panayiotis Ikonomou         | 3.59,00   |

| Plaats | Land | Deelnemer            | Resultaat |
| ------ | ---- | -------------------- | --------- |
| 1      | ASI  | Maryam Jamal         | 4.00,84   |
| 2      | RUS  | Tatjana Tomasjova    | 4.02,45   |
| 3      | OCE  | Sarah Jamieson       | 4.02,82   |
| 4      | EUR  | Daniela Yordanova    | 4.02,97   |
| 5      | POL  | Lidia Chojecka       | 4.06,52   |
| 6      | AME  | Carmen Douma-Hussar  | 4.07,36   |
| 7      | AFR  | Nouria Mérah-Benida  | 4.10,25   |
| 8      | USA  | Treniere Clement     | 4.13,55   |
| 9      | GRE  | Kalliopi Astropekaki | 4.40,68   |

### 3000 m
| Plaats | Land | Deelnemer           | Resultaat  |
| ------ | ---- | ------------------- | ---------- |
| 1      | OCE  | Craig Mottram       | 7.32,19 CR |
| 2      | AFR  | Kenenisa Bekele     | 7.36,25    |
| 3      | FRA  | Driss Maazouzi      | 7.47,80 SB |
| 4      | AME  | Kevin Sullivan      | 7.47,99    |
| 5      | USA  | Adam Goucher        | 7.48,15    |
| 6      | EUR  | Jesús España        | 7.50,09    |
| 7      | RUS  | Sergey Ivanov       | 7.52,80    |
| 8      | ASI  | Tareq Mubarak Taher | 8.03,70    |
| 9      | GRE  | Anastasios Fraggos  | 8.17,30    |

| Plaats | Land | Deelnemer         | Resultaat  |
| ------ | ---- | ----------------- | ---------- |
| 1      | AFR  | Tirunesh Dibaba   | 8.33,78 CR |
| 2      | POL  | Lidia Chojecka    | 8.39,69    |
| 3      | USA  | Kara Goucher      | 8.41,42 PB |
| 4      | OCE  | Eloise Wellings   | 8.41,78 PB |
| 5      | ASI  | Kayoko Fukushi    | 8.44,58 SB |
| 6      | EUR  | Krisztina Papp    | 8.51,15    |
| 7      | RUS  | Joelia Tsjizjenko | 8.59,67 SB |
| 8      | GRE  | Maria Protopappa  | 9.00,15 SB |
| 9      | AME  | Megan Metcalfe    | 9.04,90    |

### 5000 m
| Plaats | Land | Deelnemer              | Resultaat |
| ------ | ---- | ---------------------- | --------- |
| 1      | ASI  | Saif Saaeed Shaheen    | 13.35,30  |
| 2      | AFR  | Mike Kipruto Kigen     | 13.36,19  |
| 3      | USA  | Matt Tegenkamp         | 13.36,83  |
| 4      | EUR  | Jan Fitschen           | 13.45,38  |
| 5      | AME  | Marilson dos Santos    | 13.47,15  |
| 6      | FRA  | Khalid Zoubaa          | 13.49,44  |
| 7      | RUS  | Sergey Ivanov          | 13.50,16  |
| 8      | OCE  | Adrian Blincoe         | 14.03,29  |
| 9      | GRE  | Padeleimon Savvopoulos | 14.26,62  |

| Plaats | Land | Deelnemer           | Resultaat   |
| ------ | ---- | ------------------- | ----------- |
| 1      | AFR  | Meseret Defar       | 14.39,11 CR |
| 2      | RUS  | Lilia Sjoboechova   | 15.05,33    |
| 3      | ASI  | Kayoko Fukushi      | 15.06,69    |
| 4      | OCE  | Kim Smith           | 15.12,15    |
| 5      | USA  | Lauren Fleshman     | 15.17,65    |
| 6      | EUR  | Sabrina Mockenhaupt | 15.34,61    |
| 7      | GRE  | Maria Protopappa    | 15.49,50    |
| 8      | POL  | Katarzyna Kowalska  | 16.18,35    |
| 9      | AME  | Peres Lucélia       | 16.23,72    |

### 3000 m steeplechase
| Plaats | Land | Deelnemer                | Resultaat  |
| ------ | ---- | ------------------------ | ---------- |
| 1      | ASI  | Saif Saaeed Shaheen      | 8.19,09 CR |
| 2      | AFR  | Paul Kipsiele Koech      | 8.19,37    |
| 3      | FRA  | Bouabdellah Tahri        | 8.29,06    |
| 4      | EUR  | Jukka Keskisalo          | 8.29,42    |
| 5      | OCE  | Youcef Abdi              | 8.36,13    |
| 6      | RUS  | Pavel Potapovich         | 8.38,95    |
| 7      | USA  | Steve Slattery           | 8.43,15    |
| 8      | AME  | Fernando Alex Fernandes  | 8.51,33    |
| 9      | GRE  | Arbedo-Alexandros Litsis | 9.10,83    |

| Plaats | Land | Deelnemer         | Resultaat |
| ------ | ---- | ----------------- | --------- |
| 1      | EUR  | Alesia Turava     | 9.29,10   |
| 2      | AFR  | Jeruto Kiptum     | 9.31,44   |
| 3      | POL  | Wioletta Janowska | 9.35,08   |
| 4      | OCE  | Victoria Mitchell | 9.36,34   |
| 5      | RUS  | Tatjana Petrova   | 9.36,50   |
| 6      | AME  | Korene Hinds      | 9.47,86   |
| 7      | USA  | Lisa Galaviz      | 9.49,32   |
| 8      | ASI  | Minori Hayakari   | 9.49,49   |
| 9      | GRE  | Irini Kokkinariou | 10.35,78  |

### 100/110 m horden
| Plaats | Land | Deelnemer           | Resultaat |
| ------ | ---- | ------------------- | --------- |
| 1      | USA  | Allen Johnson       | 12,96 CR  |
| 2      | ASI  | Liu Xiang           | 13,03     |
| 3      | AME  | Dayron Robles       | 13,06     |
| 4      | EUR  | Staņislavs Olijars  | 13,15 SB  |
| 5      | FRA  | Cédric Lavanne      | 13,56     |
| 6      | RUS  | Igor Peremota       | 13,57     |
| 7      | OCE  | James Mortimer      | 13,94     |
| 8      | GRE  | Theopistos Mavridis | 13,96     |
| 9      | AFR  | Aymen Ben Ahmed     | 14,08     |

| Plaats | Land | Deelnemer              | Resultaat |
| ------ | ---- | ---------------------- | --------- |
| 1      | AME  | Brigitte Foster-Hylton | 12,67     |
| 2      | EUR  | Susanna Kallur         | 12,77     |
| 3      | USA  | Virginia Powell        | 12,90     |
| 4      | OCE  | Sally McLellan         | 12,95 PB  |
| 5      | POL  | Aurelia Trywianska     | 12,97     |
| 6      | RUS  | Aleksandra Antonova    | 13,12     |
| 7      | GRE  | Flora Redoumi          | 13,23     |
| 8      | AFR  | Toyin Augustus         | 13,27     |
| 9      | ASI  | Yun Feng               | 13,32     |

### 400 m horden
| Plaats | Land | Deelnemer            | Resultaat |
| ------ | ---- | -------------------- | --------- |
| 1      | USA  | Kerron Clement       | 48,12     |
| 2      | AFR  | L. J. van Zyl        | 48,35     |
| 3      | EUR  | Marek Plawgo         | 48,76     |
| 4      | AME  | Kemel Thompson       | 48,80     |
| 5      | FRA  | Naman Keïta          | 49,53     |
| 6      | RUS  | Aleksandr Derevjagin | 49,83     |
| 7      | OCE  | Tristan Thomas       | 50,00     |
| 8      | GRE  | Minas Alozidis       | 51,12     |
| 9      | ASI  | Yevgeniy Meleshenko  | 51,55     |

| Plaats | Land | Deelnemer                     | Resultaat |
| ------ | ---- | ----------------------------- | --------- |
| 1      | RUS  | Joelia Nosova                 | 53,88     |
| 2      | USA  | Lashinda Demus                | 54,06     |
| 3      | POL  | Anna Jesień                   | 54,48 SB  |
| 4      | EUR  | Tetjana Teresjtsjoek-Antipova | 54,55     |
| 5      | AME  | Daimí Pernía                  | 54,60 SB  |
| 6      | ASI  | Xiaoxiao Huang                | 55,06 SB  |
| 7      | AFR  | Janet Wienand                 | 56,31     |
| 8      | GRE  | Hristina Hantzi-Neag          | 56,35 SB  |
| 9      | OCE  | Lauren Boden                  | 58,22     |

### Hoogspringen
| Plaats | Land | Deelnemer          | Resultaat |
| ------ | ---- | ------------------ | --------- |
| 1      | EUR  | Tomáš Janků        | 2,28 m    |
| 2      | RUS  | Andrej Silnov      | 2,24 m    |
| 3      | USA  | Tora Harris        | 2,24 m    |
| 4      | AFR  | Kabelo Kgosiemang  | 2,20 m    |
| 5      | GRE  | Dimitrios Sirrakos | 2,20 m    |
| 6      | AME  | Jessé de Lima      | 2,15 m    |
| 7      | FRA  | Mustapha Raifak    | 2,10 m    |
| 8      | OCE  | Liam Zamel-Paez    | 2,05 m    |
|        | ASI  | Haiqiang Huang     | DNS       |

| Plaats | Land | Deelnemer            | Resultaat |
| ------ | ---- | -------------------- | --------- |
| 1      | RUS  | Jelena Slesarenko    | 1,97 m    |
| 2      | EUR  | Tia Hellebaut        | 1,97 m    |
| 3      | ASI  | Marina Aitova        | 1,94 m PB |
| 3      | USA  | Amy Acuff            | 1,94 m    |
| 5      | AME  | Nicole Forrester     | 1,94 m PB |
| 6      | POL  | Anna Ksok            | 1,87 m    |
| 7      | GRE  | Persefoni Hatzinakou | 1,83 m    |
| 7      | AFR  | Rene van der Merwe   | 1,83 m    |
| 9      | OCE  | Angela McKee         | 1,79 m    |

### Polsstokhoogspringen
| Plaats | Land | Deelnemer           | Resultaat |
| ------ | ---- | ------------------- | --------- |
| 1      | OCE  | Steven Hooker       | 5,80 m    |
| 2      | ASI  | Daichi Sawano       | 5,70 m    |
| 3      | AME  | Germán Chiaraviglio | 5,70 m    |
| 4      | FRA  | Romain Mesnil       | 5,60 m    |
| 5      | USA  | Russ Buller         | 5,50 m    |
| 6      | AFR  | Okkert Brits        | 5,50 m    |
| 7      | EUR  | Aleksandr Averboech | 5,50 m    |
| 8      | GRE  | Stavros Kouroupakis | 5,40 m    |
| 9      | RUS  | Dmitry Starodubtsev | 5,20 m    |

| Plaats | Land | Deelnemer           | Resultaat |
| ------ | ---- | ------------------- | --------- |
| 1      | RUS  | Jelena Isinbajeva   | 4,60 m CR |
| 2      | AME  | Fabiana Murer       | 4,55 m    |
| 3      | ASI  | Shuying Gao         | 4,50 m SB |
| 4      | EUR  | Martina Strutz      | 4,40 m    |
| 5      | POL  | Monika Pyrek        | 4,30 m    |
| 6      | GRE  | Afroditi Skafida    | 4,15 m    |
| 7      | AFR  | Syrine Balti        | 4,00 m    |
|        | USA  | Jennifer Stuczynski | NM        |
|        | OCE  | Kym Howe            | NM        |

### Verspringen
| Plaats | Land | Deelnemer                    | Resultaat |
| ------ | ---- | ---------------------------- | --------- |
| 1      | AME  | Irving Saladino              | 8,26 m    |
| 2      | EUR  | Andrew Howe                  | 8,12 m    |
| 3      | ASI  | Mohammed Salman Al Khuwalidi | 8,11 m    |
| 4      | AFR  | Ignisious Gaisah             | 8,09 m    |
| 5      | FRA  | Salim Sdiri                  | 8,03 m    |
| 6      | USA  | Brian Johnson                | 7,88 m    |
| 7      | RUS  | Ruslan Gataullin             | 7,64 m    |
| 8      | OCE  | Fabrice Lapierre             | 7,58 m    |
|        | GRE  | Loúis Tsátoumas              | NM        |

| Plaats | Land | Deelnemer              | Resultaat |
| ------ | ---- | ---------------------- | --------- |
| 1      | RUS  | Ljoedmila Koltsjanova  | 6,78 m    |
| 2      | EUR  | Naide Gomes            | 6,68 m    |
| 3      | GRE  | Hrysopiyi Devetzi      | 6,64 m    |
| 4      | OCE  | Bronwyn Thompson       | 6,63 m    |
| 5      | POL  | Malgorzata Trybanska   | 6,41 m    |
| 6      | USA  | Rose Richmond          | 6,38 m    |
| 7      | AME  | Keila Costa            | 6,33 m    |
| 8      | ASI  | Olga Rjabinkina        | 6,21 m    |
| 9      | AFR  | Joséphine Mbarga-Bikié | 5,87 m    |

### Hink-stap-springen
| Plaats | Land | Deelnemer              | Resultaat |
| ------ | ---- | ---------------------- | --------- |
| 1      | USA  | Walter Davis           | 17,54     |
| 2      | AME  | Jadel Gregório         | 17,41     |
| 3      | EUR  | Marian Oprea           | 17,05     |
| 4      | ASI  | Li Yanxi               | 16,87     |
| 5      | RUS  | Danil Burkenya         | 16,84     |
| 6      | AFR  | Tarik Bougtaïb         | 16,57     |
| 7      | FRA  | Julien Kapek           | 16,56     |
| 8      | OCE  | Alwyn Jones            | 16,42     |
|        | GRE  | Konstadinos Zalaggitis | NM        |

| Plaats | Land | Deelnemer            | Resultaat |
| ------ | ---- | -------------------- | --------- |
| 1      | RUS  | Tatjana Lebedeva     | 15,13     |
| 2      | GRE  | Hrysopiyi Devetzi    | 15,04     |
| 3      | AFR  | Yamilé Aldama        | 14,78     |
| 4      | AME  | Trecia Smith         | 14,64     |
| 5      | ASI  | Anastasiya Juravleva | 14,54     |
| 6      | EUR  | Olha Saladuha        | 14,16     |
| 7      | USA  | Shani Marks          | 13,79     |
| 8      | POL  | Aleksandra Fila      | 13,34     |
| 9      | OCE  | Linda Allen          | 12,95     |

### Kogelstoten
| Plaats | Land | Deelnemer              | Resultaat |
| ------ | ---- | ---------------------- | --------- |
| 1      | EUR  | Ralf Bartels           | 20,67     |
| 2      | USA  | Reese Hoffa            | 20,60     |
| 3      | RUS  | Pavel Sofin            | 20,45     |
| 4      | OCE  | Scott Martin           | 20,25     |
| 5      | AME  | Dorian Scott           | 20,21     |
| 6      | FRA  | Gaëtan Bucki           | 19,40     |
| 7      | ASI  | Navpreet Singh         | 18,43     |
| 8      | AFR  | Yasser Ibrahim Farag   | 18,23     |
| 9      | GRE  | Andreas Anastasopoulos | 17,06     |

| Plaats | Land | Deelnemer          | Resultaat |
| ------ | ---- | ------------------ | --------- |
| 1      | OCE  | Valerie Vili       | 19,87     |
| 2      | RUS  | Olga Rjabinkina    | 19,54 SB  |
| 3      | AME  | Yumileidi Cumbá    | 19,12     |
| 4      | EUR  | Natallja Charaneka | 19,06     |
| 5      | ASI  | Li Ling            | 19,05 PB  |
| 6      | USA  | Jillian Camarena   | 18,43     |
| 7      | POL  | Krystyna Zabawska  | 17,74     |
| 8      | AFR  | Vivian Chukwuemeka | 17,72     |
| 9      | GRE  | Irini Terzoglou    | 16,32     |

### Discuswerpen
| Plaats | Land | Deelnemer             | Resultaat |
| ------ | ---- | --------------------- | --------- |
| 1      | EUR  | Virgilijus Alekna     | 67,19     |
| 2      | ASI  | Ehsan Hadadi          | 62,60 PB  |
| 3      | USA  | Ian Waltz             | 62,12     |
| 4      | AFR  | Omar Ahmed El Ghazaly | 61,50     |
| 5      | OCE  | Scott Martin          | 60,93     |
| 6      | FRA  | Jean-Claude Retel     | 58,18     |
| 7      | RUS  | Bogdan Pishchalnikov  | 58,17     |
| 8      | GRE  | Stefanos Konstas      | 58,17     |
| 9      | AME  | Jason Tunks           | 56,92     |

| Plaats | Land | Deelnemer             | Resultaat |
| ------ | ---- | --------------------- | --------- |
| 1      | EUR  | Franka Dietzsch       | 66,07     |
| 2      | USA  | Aretha Thurmond       | 61,83     |
| 3      | ASI  | Aimin Song            | 61,47     |
| 4      | RUS  | Darja Pisjtsjalnikova | 61,39     |
| 5      | POL  | Wioletta Potepa       | 60,82     |
| 6      | OCE  | Dani Samuels          | 59,68     |
| 7      | AME  | Yania Ferrales        | 58,93     |
| 8      | AFR  | Elizna Naude          | 56,11     |
| 9      | GRE  | Areti Abatzi          | 53,66     |

### Kogelslingeren
| Plaats | Land | Deelnemer                | Resultaat |
| ------ | ---- | ------------------------ | --------- |
| 1      | ASI  | Koji Murofushi           | 82,01 SB  |
| 2      | EUR  | Ivan Tsichan             | 80,00     |
| 3      | RUS  | Ilya Konovalov           | 77,14     |
| 4      | USA  | Alfred Kruger            | 75,53     |
| 5      | GRE  | Alexandros Papadimitriou | 74,13     |
| 6      | AME  | James Steacy             | 74,04     |
| 7      | AFR  | Chris Harmse             | 73,94     |
| 8      | OCE  | Stuart Rendell           | 71,99     |
| 9      | FRA  | Christophe Épalle        | 71,43     |

| Plaats | Land | Deelnemer              | Resultaat |
| ------ | ---- | ---------------------- | --------- |
| 1      | POL  | Kamila Skolimowska     | 75,29 CR  |
| 2      | RUS  | Tatjana Lysenko        | 74,44     |
| 3      | AME  | Yipsi Moreno           | 73,99     |
| 4      | ASI  | Wenxiu Zhang           | 71,19     |
| 5      | EUR  | Maryia Smaliachkova    | 68,93     |
| 6      | USA  | Erin Gilreath          | 67,39     |
| 7      | OCE  | Brooke Krueger-Billett | 65,92     |
| 8      | GRE  | Alexandra Papayeoryiou | 65,22     |
| 9      | AFR  | Marwa Hussein          | 60,23     |

### Speerwerpen
| Plaats | Land | Deelnemer           | Resultaat |
| ------ | ---- | ------------------- | --------- |
| 1      | EUR  | Andreas Thorkildsen | 87,17     |
| 2      | AFR  | Gerhardus Pienaar   | 83,62     |
| 3      | RUS  | Aleksandr Ivanov    | 81,87     |
| 4      | ASI  | Chen Qi             | 79,20     |
| 5      | GRE  | Yeoryios Iltsios    | 75,74     |
| 6      | OCE  | Stuart Farquhar     | 74,55     |
| 7      | USA  | Rob Minnitti        | 73,40     |
| 8      | FRA  | Bérenger Demerval   | 67,68     |
| 9      | AME  | Robinson Pratt      | 29,02 PB  |

| Plaats | Land | Deelnemer         | Resultaat |
| ------ | ---- | ----------------- | --------- |
| 1      | EUR  | Steffi Nerius     | 63,37     |
| 2      | AME  | Sonia Bisset      | 61,74     |
| 3      | AFR  | Justine Robbeson  | 61,38     |
| 4      | POL  | Barbara Madejczyk | 59,63     |
| 5      | OCE  | Kimberley Mickle  | 58,52     |
| 6      | GRE  | Savva Lika        | 58,36     |
| 7      | RUS  | Lada Chernova     | 58,29     |
| 8      | USA  | Kim Kreiner       | 54,34     |
| 9      | ASI  | Ning Ma           | 52,54     |

### 4 x 100 m estafette
| Plaats | Land | Deelnemer                                                                   | Resultaat |
| ------ | ---- | --------------------------------------------------------------------------- | --------- |
| 1      | USA  | Kaaron Conwright, Wallace Spearmon, Tyson Gay, Jason Smoots                 | 37,59 CR  |
| 2      | EUR  | Dwain Chambers, Dwayne Grant, Marlon Devonish, Mark Lewis-Francis           | 38,45 PB  |
| 3      | ASI  | Naoki Tsukahara, Shingo Suetsugu, Shinji Takahira, Shigeyuki Kojima         | 38,51 PB  |
| 4      | RUS  | Maksim Mokrousov, Mikhail Yegorychev, Roman Smirnov, Andrej Jepisjin        | 38,78 SB  |
| 5      | AFR  | Adetoyi Durotoye, Uchenna Emedolu, Stéphane Buckland, Eric Nkansah          | 38,87 SB  |
| 6      | OCE  | Daniel Batman, Patrick Johnson, Ambrose Ezenwa, Aaron Rouge-Serret          | 39,48 SB  |
| 7      | FRA  | Oudère Kankarafou, Dimitri Demoniere, Fabrice Calligny, Issa-Aimé Nthépé    | 39,67     |
| 8      | GRE  | Ioannis Politis, Andreas Karayiannis, Aristidis Petridis, Panayiotis Sarris | 39,84     |
|        | AME  | Dwight Thomas, Marc Burns, Christopher Williams, Asafa Powell               | DNF       |

| Plaats | Land | Deelnemer                                                                    | Resultaat |
| ------ | ---- | ---------------------------------------------------------------------------- | --------- |
| 1      | AME  | Aleen Bailey, Debbie Ferguson, Cydonie Mothersill, Sherone Simpson           | 42,26 WL  |
| 2      | RUS  | Joelia Goesjtsjina, Natalya Rusakova, Irina Chabarova, Jekaterina Grigorjeva | 42,36 SB  |
| 3      | AFR  | Francisca Idoko, Endurance Ojokolo, Esther Dankwah, Vida Anim                | 43,61 SB  |
| 4      | POL  | Ewelina Klocek, Daria Onysko, Dorota Dydo, Beata Szkudlarz                   | 43,91 SB  |
| 5      | OCE  | Preya Carey, Sally McLellan, Melanie Kleeberg, Fiona Cullen                  | 44,26 SB  |
| 6      | ASI  | Sangwan Jaksunin, Oranut Klomdee, Jutamass Thavoncharoen, Nongnuch Sanrat    | 44,27 SB  |
| 7      | GRE  | Hariklia Bouda, Zoi Nerantzidou, Eleftheria Kobidou, Yeoryía Koklóni         | 44,29     |
| 8      | EUR  | Anyika Onuora, Emma Ania, Emily Freeman, Joice Maduaka                       | 47,61 SB  |
|        | USA  | Wyllesheia Myrick, Stephanie Durst, Me'Lisa Barber, Torri Edwards            | DQ        |

### 4 x 400 m estafette
| Plaats | Land | Deelnemer                                                                              | Resultaat  |
| ------ | ---- | -------------------------------------------------------------------------------------- | ---------- |
| 1      | USA  | Jamel Ashley, Derrick Brew, LaShawn Merritt, Darold Williamson                         | 3.00,11    |
| 2      | AME  | Chris Brown, Michael Blackwood, Carlos Santa, Alleyne Francique                        | 3.00,14 SB |
| 3      | AFR  | Paul Gorries, Gary Kikaya, Young Talkmore Nyongani, Malik Louahla                      | 3.00,88 PB |
| 4      | FRA  | Brice Panel, Leslie Djhone, Naman Keïta, Marc Raquil                                   | 3.03,85    |
| 5      | EUR  | Rafal Wieruszewski, Kamghe Gaba, Daniel Dąbrowski, Andrea Barberi                      | 3.03,90 PB |
| 6      | RUS  | Dmitriy Petrov, Vladislav Frolov, Aleksandr Derevyagin, Yevgeniy Lebedev               | 3.04,15    |
| 7      | ASI  | Prasanna Sampath Amarasekara, Yuzo Kanemaru, Hamed Hamadan Al-Bishi, Mohammed Al Salhi | 3.04,67 SB |
| 8      | OCE  | Tristan Thomas, Daniel Batman, Clinton Hill, Sean Wroe                                 | 3.05,54 SB |
| 9      | GRE  | Stilianos Dimotsios, Padeleimon Melahrinoudis, Yeoryios Doupis, Dimitrios Regas        | 3.09,68    |

| Plaats | Land | Deelnemer                                                                        | Resultaat  |
| ------ | ---- | -------------------------------------------------------------------------------- | ---------- |
| 1      | AME  | Shericka Williams, Tonique Williams-Darling, Christine Amertil, Novlene Williams | 3.19,84 WL |
| 2      | USA  | DeeDee Trotter, Monique Henderson, Moushaumi Robinson, Lashinda Demus            | 3.20,69 SB |
| 3      | RUS  | Svetlana Pospelova, Olga Kotljarova, Joelia Nosova, Tatyana Veshkurova           | 3.21,21 SB |
| 4      | EUR  | Mariyana Dimitrova, Natalja Pyhyda, Ilona Oesovitsj, Vanja Stambolova            | 3.22,35 PB |
| 5      | POL  | Grazyna Prokopek, Monika Bejnar, Aneta Lemiesz, Anna Jesień                      | 3.27,22    |
| 6      | AFR  | Amy Mbacke Thiam, Louise Ayétotché, Amantle Montsho, Christy Ekpukhon            | 3.27,65 SB |
| 7      | GRE  | Hristina Hantzi-Neag, Stiliani Dimoglou, Alena-Maria Padi, Dimitra Dova          | 3.35,79    |
| 8      | OCE  | Rosemary Hayward, Caitlin Willis, Angeline Blackburn, Rebecca Irwin              | 3.36,36 SB |
| 9      | ASI  | Asami Tanno, Chitra K. Soman, Sathi Geetha, Manjeet Kaur                         | 3.38,85 SB |

## Einduitslag
| Plaats | Land             | Resultaat |
| ------ | ---------------- | --------- |
| 1      | Europa           | 140       |
| 2      | Verenigde Staten | 136       |
| 3      | Afrika           | 116       |
| 4      | Azië             | 110       |
| 5      | Amerika          | 104       |
| 6      | Rusland          | 89        |
| 7      | Frankrijk        | 79        |
| 8      | Oceanië          | 78        |
| 9      | Griekenland      | 44        |

| Plaats | Land             | Resultaat |
| ------ | ---------------- | --------- |
| 1      | Rusland          | 137       |
| 2      | Europa           | 128       |
| 3      | Amerika          | 117       |
| 4      | Verenigde Staten | 101,5     |
| 5      | Polen            | 97        |
| 6      | Afrika           | 96,5      |
| 7      | Azië             | 85,5      |
| 8      | Oceanië          | 73        |
| 9      | Griekenland      | 60,5      |